# Рсаевский сельсовет
Рсаевский сельсовет  — муниципальное образование в Илишевском районе Башкортостана.

## История
Согласно «Закону о границах, статусе и административных центрах муниципальных образований в Республике Башкортостан» имеет статус сельского поселения.

## Население
| 2002 | 2009 | 2010 | 2012 | 2013 | 2014 | 2015 |
| ---- | ---- | ---- | ---- | ---- | ---- | ---- |
| 928  | ↗942 | ↘926 | ↘915 | ↗929 | ↘916 | ↘914 |
| 2016 | 2017 | 2018 |      |      |      |      |
| ↘900 | ↘894 | ↘882 |      |      |      |      |

## Состав сельского поселения
| № | Населённый пункт | Тип населённого пункта       | Население |
| - | ---------------- | ---------------------------- | --------- |
| 1 | Рсаево           | село, административный центр | ↘894      |